# Roger nyúl a pácban
A Roger nyúl a pácban (eredeti cím: Who Framed Roger Rabbit) 1988-ban bemutatott amerikai vegyes technikájú film, amelyben valós és rajzolt díszletek, élő és rajzolt szereplők közösen szerepelnek. A játékfilm rendezője Robert Zemeckis, producerei Don Hahn, Kathleen Kennedy, Frank Marshall és Steven Spielberg. A forgatókönyvet Jeffrey Price és Peter S. Seaman írta, a zenéjét Alan Silvestri szerezte. A mozifilm a Touchstone Pictures és az Amblin Entertainment gyártásában készült, a Buena Vista Pictures forgalmazásában jelent meg. Műfaját tekintve bűnügyi filmvígjáték. A cselekmény az 1940-es évek Hollywoodjában játszódik egy klasszikus film noir történetre fűzve, egyben parodizálva magát a műfajt.
Amerikában 1988. június 21-én, Magyarországon 1989. október 5-én mutatták be a mozikban. Hazánkban először a TV-1-en adták le 1994. december 17-én este, 20 óra 15 perces kezdettel.
A nagysikerű mozifilmet számos díjra jelölték, ezekből három Oscar-díjat elnyert a különböző effektek kategóriáiban. A vegyes technikájú filmek közül ez talán a legismertebb és legsikeresebb.

## Cselekmény
|  | Alább a cselekmény részletei következnek! |

Roger nyúl, Hollywood rajzfilmsztárja az utóbbi időkben csapnivalóan szerepel a filmjeiben. Az okok kiderítésre a szebb napokat látott, iszákos magánnyomozó, Eddie Valiant (Bob Hoskins) megbízást kap R.K. Maroontól (Alan Tilvern), a Maroon filmgyár igazgatójától, hogy figyelje meg Roger feleségét. Eddie nem szívesen vállalja a munkát, hiszen úgyszintén nyomozó bátyját, Teddy-t korábban egy firka ölte meg, viszont pénz szűkében nincs más választása.
Követi Jessicát egy illegális éjszakai bárba, ahol egy igencsak ledér előadást követően az öltözőben találja Marvin Acme-vel (Stubby Caye), a rajzolt figuráknak (vagyis a „firkáknak”) otthont adó Firkanegyed és az ACME vállalat igazgatójával. Itt döntő erejű fotó készül: az igazgató és szexi Jessica bizony "pirospecsenyézett". Ezt a képet másnap Maroon és Roger előtt be is mutatja, amitől az összetört szívű nyúl teljesen megkergül és elrohan.
Nem sokkal később Eddie hírt kap arról, hogy Marvint megölték a Firkanegyed mellett a saját gyárüzemében. A helyszínen feltűnik a Firkaőrség feje, Doom vizsgálóbíró is (Christopher Lloyd), aki egyértelműen Rogert vádolja a gyilkossággal. Mivel rajzfilmfiguráról van szó, ezért a kegyetlen külsejű Doom azt is bemutatja, hogy miként végzi majd ki a meggyanúsított filmsztár nyulat: méghozzá a "Löttyel", ami minden "firkát" elpusztít.
Visszatérvén irodájába Roger színésztársa Bébi Hermannal találkozik, aki kezeskedik barátjának ártatlansága mellett, s közben említést tesz egy állítólagos végrendeletről is, amit még maga Marvin Acme írt saját kezűleg, amiben rendelkezik a Firkanegyed sorsáról. Ezt követően maga Roger is előbújik az irodában, és kéri Eddie segítségét, mert szerinte őt ártatlanul vádolták meg az ACME vállalat igazgatójának megölésével. Bár a nyomozó kételkedik, mégis később védelme alá veszi a kétségbe esett nyulat és barátnőjének, Doloresnek (Joanna Cassidy) bárjának rejtekében bújtatja el. Az irodában ezt követően maga Jessica is feltűnik, aki megvallja, hogy R.K. Maroon kényszerítette a „pirospecsenyezésre”, hogy Marvin igazgatót megzsarolhassák a fotókkal.
Visszatérve a bárba megjelenik a Firkaőrség is, akik Rogert kutatják. Sikerül is előcsalniuk a hebehurgya nyulat, de ő és Eddie Benny a firkataxi segítségével kereket tudnak oldani. Egy moziban találnak menedéket. Itt a meggyötört nyomozó elmeséli Rogernek történetét, bátyja halálát és azt is elmondja, hogy azért utálja a firkákat, mert egyikük felel Teddy haláláért. Később ideér Dolores is, akivel együtt távoznak. Ám az éppen vetített filmhíradóban Eddie egy furcsaságra lesz figyelmes: az ismeretlen eredetű Lóhere Vállalat hirtelen felvásárolta a városi villamos hálózatot, most pedig épp a Maroon filmgyárat is. Éppen ezért a nyomozó magánál Maroon-nál folytatja tovább a kutatást.
Itt kivallatja az igazgatót: valóban az ő terve volt Marvin Acme befeketítése, de csupán azért, hogy a hőn szeretett firkáit biztonságban tudhassa az ACME cég felvásárlásával. Szóba hozza a végrendeletet is, amit maga Marvin írt, ám azonban váratlanul lelövik a filmgyárost. Kint az udvaron az őrt álló Rogert Jessica leütötte, begyömöszölte a csomagtartóba és magával vitte a Firkanegyedbe. Ide követi őket Eddie is, aki megannyi ismert rajzfilmfigurán át bukdácsolva végül sarokba szorítja a szexi firkanőt. Jessica elmondja a nyomozónak, hogy maga Doom vizsgálóbíró áll mind R.K. Maroon, mind Marvin Acme meggyilkolása mögött. Ugyanakkor a Marvin rábízta a végrendeletét és ezt át is nyújtja Eddie számára azonban a papíron nincsen semmi írás, csak rúzzsal írt szerelmes kriksz-kraksz Rogertől.
Ekkor elfogja őket Doom Firkaőrsége, majd az ACME gyárba hurcolják őket. Itt Doom leleplezi ördögi tervét: valójában az övé a Lóhere Vállalat, aminek célja egy többsávos autópálya építése a Firkanegyed helyén. A villamostársaság megvásárlása azért kellett, hogy a tömegközlekedést kiiktatva a Hollywood teljes lakosságát autókba kényszerítsék. Tervének szörnyű része az is, hogy egy átalakított masina és temérdek Lötty segítségével az egész Firkanegyedet eltöröljék a föld színéről, és elpusztítsanak minden kedves rajzfilmfigurát.
A szorult helyzetben lévő Eddie taktikát vált: mivel a Firkaőrség menyétjei a tartós röhögésbe szó szerint belehalnak, ezért komédiás magánszámot ad elő. Ettől persze valóban halálra nevetik magukat a menyétek így Doom egyedül marad. A közben beindult gép úthengere elé kerül, de nem hal meg, hanem kilapul. Ekkor jön rá Eddie, hogy Doom is valójában firka. Mi több, a hangja alapján beazonosítja: ő ölte meg a bátyját. Végül a leleményes nyomozó ráereszti a gépezet tartályából a Löttyöt és a gonosz vizsgálóbíró ebben feloldódva leli végzetét.
Közben a masina áttörte a gyárépület falát és a Firkanegyedben kötött ki: sok ismert rajzfilmfigura jön át megtekinteni a kialakult csetepatét. Megérkezik a városi rendőrség is; nekik Eddie elmagyarázza a történteket. Ám a végrendeletről továbbra sincs semmi hír. Viszont az az üres papíron, amit a nyomozó kapott Jessicától Roger firkálmánya mellett kézzel írt írás is megjelenik: ez nem más, mint ACME speciális, eltűnő tintájával írt végakarata, melyben rögzíti, hogy halála esetén a firkáké a Firkanegyed örökös birtoklási joga.
A firkák így örömittas ünneplésben törnek ki és vidám dal kíséretében térnek vissza otthonukba régi-új barátjukkal, Eddie-vel, az immáron ártatlannak bizonyított Rogerrel, bájos feleségével Jessicával és Dolores-szel is. A sort Cucu malac zárja, aki a film nézőitől elköszön, ahogyan azt tőle megszokhattuk.
|  | Itt a vége a cselekmény részletezésének! |

## Szereplők
| Élőszereplő | Színész                           | Magyar hang       | Leírás |
| --- | --------------------------------- | ----------------- | --- |
| Eddie Valiant | Bob Hoskins                       | Szersén Gyula     | Magánnyomozó, aki nem rajong a firkákért a bátyja, Teddy halála miatt (aki a Firkanegyedben halt meg), de akcióba lép Roger nyúllal a Firkanegyed megmentésére. |
| Dolores | Joanna Cassidy                    | Andai Györgyi     | A vendéglős nő, Eddie Valiant barátnője. |
| Doom vizsgálóbíró | Christopher Lloyd                 | Papp János        | Vizsgálóbíró, aki valójában firka volt. |
| R.K. Maroon | Alan Tilvern                      | Tolnai Miklós     | A rajzfilmgyár tulajdonosa és igazgatója. |
| Marvin Acme | Stubby Kaye                       | Gera Zoltán       | A Firkanegyed ura, a trükk király, az ACME gyár tulajdonosa. |
| Santino hadnagy | Richard LeParmentier              | Dörner György     | Rendőrfőnök, a helyszínelők vezetője. |
| Angelo | Richard Ridings                   | Dózsa László      | Beképzelt férfi a vendéglőben. |
| Raoul | Joel Silver                       | Kránitz Lajos     | A elégedetlen rendező, akinél Roger nyúl nem volt képes csillagokat látni.                                                                                      |
| Villamoskalauz | James O’Conneell                  | Somogyvári Pál    | Kalauz a villamoson, aki csekket nem fogad el. |
| Katona | Lindsay Holiday                   | Szerémi Zoltán    | Néger katona a vendéglőben. |
| Alacsony férfi | Mike Edmonds                      | Kassai Károly     | Apró ember a vendéglőben. |
| Augie | Paul Springer                     | Nem szólal meg    | Néma férfi a vendéglőben. |
| Filmvágó | Morgan Deare                      | Imre István       | A Maroon filmgyár vágója és stábtagja. |
| Eric | Eric B. Sindon                    | Imre István       | Postás, Eddie Valiant ismerőse. |
| Kölykök | Danny Capri                       | Minárovits Péter  | Három fiúgyerek, aki a villamos végén ül Eddie mellett. |
| Kölykök | Christopher Hollosy               | Simonyi Balázs    | Három fiúgyerek, aki a villamos végén ül Eddie mellett. |
| Kölykök | John-Paul Sipla                   | Harsányi Bence    | Három fiúgyerek, aki a villamos végén ül Eddie mellett. |
| Helyszínelők | Billy J. Mitchell                 | Kisfalussy Bálint | Az egyik ember a helyszínelők közül az ACME gyár íróasztalánál.                                                                                                 |
| Helyszínelők | Joel Cutrara                      | Kiss Gábor        | A másik ember a helyszínelők közül az ACME-féle páncélszekrénynél.                                                                                              |
| Szőke sztárjelölt | Laura Frances                     | Rák Kati          | Bébi Herman titkárnője. |
| Firkaszereplő | Eredeti hang                      | Magyar hang       | Leírás |
| Roger nyúl | Charles Fleischer                 | Usztics Mátyás    | A Maroon rajzfilmsztár szereplője, Eddie legjobb barátja. |
| Jessica Rabbit | Kathleen Turner Amy Irving (ének) | Császár Angela    | A szexis vörös hajú nő, Roger felesége. |
| Bébi Herman | Lou Hirsch                        | Petrik József     | A cigarettázó fiúbaba, Roger nyúl legjobb barátja. |
| A főmenyét | David Lander                      | Márton András     | A firkamenyétek alvezére. |
| Benny | Charles Fleischer                 | Gruber Hugó       | A taxis kocsi, Roger nyúl kocsija és barátja. |
| Ellenszenves menyét | Charles Fleischer                 | Zana József       | A firkamenyétek zöld öltönyös tagja. |
| Pszichopata menyét | Charles Fleischer                 | Lux Ádám          | A firkamenyétek mániákus tagja. |
| Féleszű menyét | Fred Newman                       | Kerekes József    | A firkamenyétek piros sapkás tagja. |
| Betty Boop | Mae Questel                       | Igó Éva           | Női rajzfilmfigura, aki a Tarka Firka Klubban dolgozik. |
| Gorilla | Morgan Deare                      | Farkas Antal      | A Tarka Firka Klub kidobója. |
| Tapsi Hapsi | Mel Blanc                         | Harkányi Endre    | Egy okos szürke nyúl a Warner Bros. stúdióból, aki Mickey egérrel ejtőernyőzik.                                                                                 |
| Dodó kacsa | Mel Blanc                         | Verebély Iván     | Egy ügyes fekete kacsa a Warner Bros. stúdióból, aki Donald kacsával zongorázik a Tarka Firka Klubban.                                                          |
| Cucu malac | Mel Blanc                         | Szombathy Gyula   | Egy tehetséges dadogó malac a Warner Bros. stúdióból a firkarendőrség közül, aki a film végén ismeri a saját szövegét.                                          |
| Csőrike | Mel Blanc                         | Földessy Margit   | Az ártatlan kinézetű sárga kanári a Warner Bros. stúdióból, aki a zászlórúdon számolgatja Eddie Valiant ujjain a kismalacról.                                   |
| Szilveszter | Mel Blanc                         | Koroknay Géza     | Az egér- és kanárifaló fekete macska a Warner Bros. stúdióból a firkák közül.                                                                                   |
| Mickey egér | Wayne Allwine                     | Koroknay Géza     | Egy nagyfülű egér a Walt Disney stúdióból, aki Tapsi Hapsival ejtőernyőzik.                                                                                     |
| Donald kacsa | Tony Anselmo                      | Rátonyi Róbert    | Egy hápogó beszédű kacsa a Walt Disney stúdióból, aki Dodó kacsával zongorázik a Tarka Firka Klubban.                                                           |
| Rissz-Rossz Sam | Joe Alaskey                       | Csikos Gábor      | Egy vörös bajuszos bandita a Warner Bros. stúdióból, aki kirepült a Firkanegyedből.                                                                             |
| Droopy | Richard Williams                  | Szabó Ottó        | Egy rajzfilmbeli kutya az MGM stúdióból, aki a Firkanegyedbeli épületben liftkezelőként dolgozik.                                                               |
| Bébi Herman mamája | April Winchell                    | Szabó Éva         | Mellékszereplő a Roger nyúl és Bébi Herman című filmsorozat, Mi sül ki ebből? című epizódjában.                                                                 |
| Víziló lány | Mary T. Radford                   | Básti Juli        | Egy táncos víziló hölgy a Fantázia című filmből. |
| Hiéna Léna | June Foray                        | Hacser Józsa      | Egy ocsmány nő a Firkanegyedben, akit Eddie Valiant összetévesztett Jessica Rabbittel.                                                                          |
| Ziháló menyét | June Foray                        | Lux Ádám          | A firkamenyétek dohányzó tagja. |
| Fakopáncs Frici | Cherry Davis                      | Lux Ádám          | Egy fakopáncs a Walter Lantz produkciótól a firkák közül. |
| Pinokkió | Peter Westy                       | Tahi József       | Egy fabábú a Walt Disney stúdióból a firkák közül. |
| Goofy | Tony Pope                         | Elekes Pál        | Egy bugyuta kutya a Walt Disney stúdióból a firkák közül. |
| Gonosz farkas | Tony Pope                         | Gyürki István     | A három kismalac ellensége a Walt Disney stúdióból a firkák közül.                                                                                              |
| Westerntöltények | Pat Buttram                       | Beregi Péter      | A firkanegyedbeli pisztolytöltények. |
| Westerntöltények | Jim Cummings                      | Haraszin Tibor    | A firkanegyedbeli pisztolytöltények. |
| Westerntöltények | Jim Gallant                       | Komlós András     | A firkanegyedbeli pisztolytöltények. |
| Westerntöltények | Brian Cummings                    | saját hangján     | A firkanegyedbeli pisztolytöltények. |
| Westerntöltények | N/A                               | Makay Sándor      | A firkanegyedbeli pisztolytöltények. |
| Bemondó | Ed Herlihy                        | Bozai József      | Narráció a híradó alatt. |
| Goofy narrátora | John McLeish (archív felvétel)    | Balázsi Gyula     | Narráció a Goofy című filmsorozat Goofy a testépítő című epizódjában.                                                                                           |
| Medve Ede | N/A                               | Szoó György       | Egy bugyuta medve a Walt Disney stúdióból. |
| További magyar hangok: Antal László, Dimulász Miklós, Imre István, Lux Ádám, Pataky Imre, Sáfár Anikó, Sinkovits-Vitay András, Szabó Sipos Barnabás, Zsolnai Júlia |                                   |                   | |

## Érdekességek
A film legfőbb érdekessége a vegyes, élő és rajzolt szereplőgárdán kívül az, hogy a világhírű amerikai rajzfilmhősök szinte mindegyike felbukkan hosszabb-rövidebb ideig a vásznon, Walt Disney Mickey egere éppúgy, mint a Warner Bros. stúdióhoz tartozó Tapsi Hapsi, és még nagyon sokan mások. Az alaphelyzet pedig a klasszikus whiskey-gőzös, cigarettafüstös negyvenes években játszódik, részben a klasszikus rajzfilmhősök akkori aranykora, részben a történet bűnügyi témája miatt, ami így egy ízig-vérig film noir történetként pereg, ironikusan felvonultatva a műfaj összes jellegzetes „kliséjét”, a magányos, kiégett magánnyomozótól, a szexi ’végzet asszonyán’ át, a nagy bűnügy leleplezéséig. Közben pedig a vicces rajzolt figurák szórakoztatják a nézőket. A magyar változat élvezeti értékét a nagyszerű színészek kiváló szinkronja emeli magasra. Magyarországon a mozibemutató után csak VHS-en jelent meg a film, DVD, Blu-ray megjelenésről egyelőre nincs hír.
A produkció előkészítése egyébként több évig tartott. A Disney még 1981-ben vette meg Gary K. Wolf "Ki cenzúrázta Roger nyulat?" című amerikai novelláját, amely a film alaptörténetét adta. A rendező Robert Zemeckist már 1982-ben alkalmazták a cégnél, de korábbi két filmjének kudarca után egyelőre nem mertek neki lehetőséget adni. Csak 1985-ben a Disney-nél történt igazgatóváltás után került a projekt ismét górcső alá. Bevették a produkcióba az Amblin Entertainmentet, aminek élén Steven Spielberg állt. Ők eredetileg 50 millió dollárt célirányoztak elő a film büdzséjéhez, de a Disney ezt túl soknak vélte, így csak 30 milliós gyártási összköltséget szavaztak meg. Spielbergnek köszönhető, hogy sikeresen tárgyalhattak a Warner Brothers által jogbirtokolt karakterek, úgymint Tapsi Hapsi, Dodó kacsa, Cucu malac stb., közös filmvásznon történő megjelentetéséről - megfelelő részesedés ellenében, ugyanakkor magában a gyártásban már nem vettek részt. Szerették volna más ismert rajzfilmhősök megjelenítését is, úgy mint például Popeye, Tom és Jerry, Casper, de több filmstúdió megtagadta az együttműködést.
Végeredményben maga a film így is történelmi jelentőségűnek számít, hiszen eddig ez az egyetlen olyan film, ahol egyszerre ennyi rajzfilmfigura feltűnik, akik ráadásul külön-külön filmstúdiókat képviselnek. Zemeckis 2009-ben bejelentette, hogy gondolkozik a film folytatásán, azonban ezidáig nem történt ilyen irányban semmilyen lépés.
A magyar változat egy évvel a film megjelenése után 1989-ben jelent meg Magyarországon. A Magyar Szinkron- és Videovállalat műtermeiben készült szinkronnál ügyeltek arra, hogy az egyes rajzfilmkarakterek a már megszokott magyar hangjukon szólaljanak meg.

## Televíziós megjelenések
- TV-1 (1994. december 17.), HBO, RTL Klub, Super TV2, Mozi+